# Parabourletiellinae
Sous-famille
Les Parabourletiellinae sont une sous-famille de collemboles de la famille des Bourletiellidae.

## Distribution
Les espèces de cette sous-famille sont endémiques de Madagascar.

## Liste des genres
Selon Checklist of the Collembola of the World (version du 14 août 2019) :
- Anjavidiella Betsch, 1974
- Bourletiellitas Betsch, 1974
- Parabourletiella Betsch, 1975
- Vatomadiella Betsch, 1974

## Publication originale
- Betsch, 1974 : Contribution à l'étude de la reproduction chez les Bourletiellinae (Collembola Symphypléones). Pedobiologia, vol. 14, p. 179-181.